# Maria (film français, 2024)
Pour les articles homonymes, voir Maria.
Ne doit pas être confondu avec Maria (film multinational, 2024).
Pour plus de détails, voir Fiche technique et Distribution.
Maria est un film français co-écrit et réalisé par Jessica Palud, sorti en 2024.
Il s'agit d'un film biographique sur l'actrice Maria Schneider, inspiré de l'ouvrage Tu t'appelais Maria Schneider de Vanessa Schneider, et revenant notamment sur le tournage du film Le Dernier Tango à Paris.
Il est présenté au Festival de Cannes 2024 dans la section « Cannes Première ».

## Synopsis
En une dizaine de séquences, Maria passe en revue quelques-unes des étapes principales de la vie de Maria Schneider de la fin des années 1960 au début des années 1980.
À quinze ans, elle est chassée de son domicile par sa mère, Marie-Christine Schneider, après qu'elle a pris contact avec son père biologique, Daniel Gélin, qui lui fait découvrir le monde du cinéma. À dix-neuf ans, elle est approchée, en 1969, par Bernardo Bertolucci, qui lui propose le rôle de Jeanne dans son prochain film, Le Dernier Tango à Paris. La jeune femme rencontre alors Marlon Brando, plus âgé qu'elle, et qui est une célébrité internationale. Le tournage est dur et intense. Au départ, les scènes de nu ne semblent pas gêner Maria, jusqu'au moment où Bertolucci et Brando la piègent dans la « scène du beurre » qui va durablement l'affecter. Le film est un succès, notamment par le scandale qu'il déclenche dès sa sortie en 1972. Maria est confrontée à la célébrité et au scandale suscités par le film ainsi qu'à l'opprobre de personnes anonymes. Elle commence à n'être sollicitée que pour des films où elle devrait tourner nue, ce qu'elle refuse. Dans cette fin des années 1970, elle tombe dans l'addiction à la drogue (héroïne) et à l'alcool. Elle échoue à tourner avec Buñuel pour Cet obscur objet du désir et fait des séjours à l'hôpital. Noor, une jeune étudiante qui la sollicite pour un mémoire universitaire, devient sa compagne, mais leur relation est de plus en plus altérée par les addictions de Maria, même si elle suit des traitements de désintoxication. Maria retrouvera une certaine sérénité en même temps qu'une reconnaissance critique lors de sa collaboration avec Rivette en 1981-1982.

## Fiche technique
Sauf indication contraire, les informations mentionnées dans cette section peuvent être confirmées par la base de données cinématographiques Allociné,  présente dans la section « Liens externes ». 
 Sauf indication contraire, les informations mentionnées dans cette section peuvent être confirmées par la base de données cinématographiques Unifrance,  présente dans la section « Liens externes ».
- Titre original : Maria
- Réalisation : Jessica Palud
- Scénario : Jessica Palud et Laurette Polmanss, d'après le récit Tu t'appelais Maria Schneider de Vanessa Schneider
- Musique : Benjamin Biolay
- Décors : Valérie Valéro
- Costumes : Alexia Crisp-Jones
- Photographie : Sébastien Buchmann
- Son : Jean-Marie Blondel
- Montage : Thomas Marchand
- Production : Marielle Duigou
- Coproduction : Alex Lo, Christie Molia et Kristina Zimmermann
- Sociétés de production : Les Films de Mina, en coproduction avec Cinema Inutile, Moteur S'il Vous Plaît et Studiocanal, en association avec la SOFICA Cofimage 34
- Sociétés de distribution : Haut et Court (France) ; Distri7 (Belgique), Frenetic Films (Suisse romande), Immina Films (Québec)
- Pays de production :  France
- Langue originale : français, anglais
- Format : couleur – 2,39:1 (Scope) – son 5.1
- Genre :  drame biographique
- Durée : 102 minutes
- Dates de sortie :
  - France : 21 mai 2024 (Festival de Cannes) ; 19 juin 2024 (sortie nationale)
  - Belgique, Suisse romande : 19 juin 2024
  - Québec : n/a

## Distribution
Sauf indication contraire, les informations mentionnées dans cette section peuvent être confirmées par la base de données cinématographiques IMDb,  présente dans la section « Liens externes ».
- Anamaria Vartolomei : Maria Schneider
- Matt Dillon : Marlon Brando
- Giuseppe Maggio : Bernardo Bertolucci
- Céleste Brunnquell : Noor
- Marie Gillain : Marie-Christine Schneider, la mère de Maria
- Yvan Attal : Daniel Gélin, le père de Maria
- Charlotte Jiminez Schaff : Fiona Gélin (8 ans)
- Léo Jiminez Schaff : Manuel Gélin (11 ans)
- Jonathan Couzinié : Michel Schneider, l'oncle de Maria
- Mélissa Barraud : Rose Schneider
- Capucine Brunet : Vanessa Schneider
- Stanislas Merhar : Berhmann, l’agent de Maria
- Judith Henry : Judith
- Laetitia Fourcade : Sylvie
- Vincent Bramoullé : Vincent
- Anne Suarez : Hélène
- Jean-Jacques Marnier : Jacques
- Patrice Tepasso : Vittorio Storaro, chef op du Dernier Tango
- Hugues Gemignani : le machiniste du Dernier Tango
- Aurélie Garault : la maquilleuse
- Swann Dupont : la scripte
- Jérémy Charvet : le pointeur
- Hugo Becker : Marc, le réalisateur
- Laurent Jumeaucourt : André, le producteur
- Manuel Severi	: le comédien dans la scène de la salle de bain
- Camille Archambeaud : la secrétaire de Berhmann
- Annaig Briand : la femme qui insulte Maria dans la brasserie
- Alexis Corso : Boris Szulzinger, le réalisateur de Mama Dracula
- Jean-Baptiste Le Vaillant : le partenaire vampire
- Jean-Marie Mendiant : Luis Buñuel
- Yann Denécé : Fernando Rey
- Fabienne Rocaboy : la scripte de Buñuel
- Christophe Grégoire : le médecin de la clinique psychiatrique
- Eugénie Gaudel : l'infirmière de la clinique
- Clément Bertani : le journaliste de l'interview du film de Rivette
- Elisa Sommet : l'attachée de presse

## Production

### Genèse
Le film s'inspire du récit Tu t'appelais Maria Schneider de Vanessa Schneider, publié en 2018, qui raconte la vie de sa cousine Maria Schneider, et notamment le tournage difficile et violent du film Le Dernier Tango à Paris (1972) de Bernardo Bertolucci. Assistante de ce dernier sur Innocents: The Dreamers (2003), Jessica Palud est annoncée — en décembre 2021 — pour réaliser l'adaptation cinématographique du livre de Vanessa Schneider.

### Attribution des rôles
En mars 2022, Anamaria Vartolomei est annoncée dans le rôle de Maria Schneider.
En mai 2023, Matt Dillon est confirmé dans le rôle de Marlon Brando.

### Tournage
Le tournage débute en mai 2023. Il se déroule à Paris et en Bretagne, notamment à Rennes (L'Ubu), Le Rheu (château d’Apigné), Saint-Germain-du-Pinel et Dinard,. Les prises de vues s'achèvent le 30 juin.

## Distinctions

### Récompenses
- Festival de Cannes 2024 : prix Ecoprod
- Festival du film de Cabourg : prix de la meilleure adaptation
- Festival Cinéroman Nice : prix de la meilleure actrice pour Anamaria Vartolomei et prix du meilleur film jeunesse

### Sélections
- Festival de Cannes 2024 : section « Cannes Première »[8].
- Prix lumières 2025 : meilleure actrice pour Anamaria Vartolomei

## Réception critique
Sur le site d'Allociné, Maria obtient une note moyenne de 3,2 pour 26 titres de presse.
Parmi les plus favorables, Christophe Caron, dans La Voix du Nord, trouve que « Jalonné d’importantes ellipses temporelles, accompagné par la musique de Benjamin Biolay, le film de Jessica Palud n’élude rien, mais constitue l’antithèse du récit sulfureux. C’est même sa pudeur qui nous touche en révélant un temps passé (?) dans lequel se reconnaîtront maintes comédiennes. »
Nathalie Chifllet, dans Le Dauphiné libéré, écrit que «  Jessica Palud secoue la réalité distordue par la mythologie du film  : elle confie à Anamaria Vartolomei le rôle de Maria Schneider, clarté déchirante d’une jeune actrice victime d’une autre époque, d’une culture du viol. » Et, dans Le Figaro, Florence Vierron note que « La force de Maria, c'est de nous embarquer dans une odyssée humaine où le sublime le dispute au dégoût, où les désirs masculins méprisent les corps féminins, où la famille reste impuissante face au pouvoir de la drogue, où la guérison passe par la rencontre amoureuse. »
Bien plus critique, Charlotte Garson dans les Cahiers du cinéma conclut que « L’entrée tardive dans le récit de cette étudiante [Céleste Brunnquell] qui rédige un mémoire sur la place des femmes dans le cinéma semble cristalliser l’attitude du film lui-même, empathique, mais scolaire. » Robin Vaz sur le site Critikat.com ajoute que « Plus encore que la forme assez anonyme du film, c’est sa portée politique qui interroge. Le scénario verrouillé et schématique conduit à l’essentialisation de son personnage, appréhendé à travers son seul statut de victime » quand Le Monde (M. J.) relève que « Rivée à l’intime, Jessica Palud ne prélève, d’une vie entière, que les moments de malheur, transformant vite le biopic en étrange exercice de martyrologie. »

Enfin, Maud Tenda, dans Les Inrockuptibles, écrit : 

« [il] s’agit aussi de se questionner sur cette fameuse image d’"actrice déchue" dont Maria se nourrit, et qui colle à la peau de son héroïne. Un concept creux, qui tend à ignorer les cinquante-huit films dans lesquels elle a joué comme, entre autres, Profession : reporter d’Antonioni, dont elle était très fière et que Jessica Palud passe quasiment sous silence. »

### Documentaire
- Il était une fois... "Le Dernier Tango à Paris", de Serge July et Bruno Nuytten, avec Bernardo Bertolucci, Maria Schneider, Vittorio Storaro, et al., Paris, CNC (distrib.), 2009 ; 1 DVD, 52 min